# Årets skåning
Årets skåning är en utmärkelse som delats ut varje år sedan 1967. Vinnarna utses av allmänheten i samarbete mellan Stiftelsen Skåneländska flaggans dag och sedan 2010 Kvällsposten. Tidigare presenterades Årets skåning i samband med Skåneländska flaggans dag, den tredje söndagen i juli. Därefter gjordes presentationen vid Skånedagarna, 2011 3-4 september i Bosjökloster.
Vinnarna får sin bild upphängd på "Wall of fame" på Malmö Airport.

## Vinnare
| - 1967 – Gunnar Rosendal, kyrkoherde - 1968 – Östen Warnerbring, sångare, musiker - 1969 – Ernst-Hugo Järegård, skådespelare - 1970 – Ricky Bruch, friidrottare - 1971 – Nils Ahlroth, komiker, revyartist - 1972 – Siw Malmkvist, sångerska - 1973 – Lasse Holmqvist, författare, programledare - 1974 – Nils Poppe, teater- och filmskådespelare - 1975 – Eva Rydberg, skådespelerska, revyartist - 1976 – Lennart Kjellgren, författare, vissångare - 1977 – Gabriel Jönsson, författare - 1978 – Ronnie Hellström och Bosse Larsson, fotbollsspelare - 1979 – Jan Möller, fotbollsspelare - 1980 – Sten Broman, musikvetare, komponist - 1981 – Hans Alfredson, författare, skådespelare - 1982 – Östen Warnerbring, sångare, musiker - 1983 – Hasse Andersson, sångare, musiker - 1984 – Birgit Nilsson, operasångerska - 1985 – Gustaf Håkansson, Stålfarfar sångare - 1986 – Jan Malmsjö, sångare, skådespelare | - 1987 – Utnämningen inställd - 1988 – Nils Poppe, teater- och filmskådespelare - 1989 – Ingvar Andersson, revyskådespelare - 1990 – Jan "Tollarparn" Eriksson, pianist - 1991 – Sven Melander, underhållare - 1992 – Hasse Andersson, sångare, musiker - 1993 – Christer Lundh, vissångare och -forskare - 1994 – Tommy Juth, operasångare - 1995 – Sixten Nordström, musikdirektör, programledare - 1996 – Charlotte Weibull, dockmakare m.m. - 1997 – Stellan Sundahl, komiker - 1998 – Danne Stråhed, sångare, musiker - 1999 – Jesper Aspegren, programledare - 2000 – Mikael Wiehe, sångare, musiker - 2001 – Marianne Mörck, sångerska, skådespelerska - 2002 – Tina Nordström, TV-kock - 2003 – Sanna Nielsen, sångerska - 2004 – Anders Jansson och Johan Wester, komiker - 2005 – Peps Persson, sångare, musiker | - 2006 – Henrik Larsson, fotbollsspelare - 2007 – Johan Wissman, kortdistanslöpare - 2008 – Percy Nilsson, byggmästare - 2009 – Anne Lundberg, programledare - 2010 – Olle Jönsson, dansbandsmusiker, Lasse Stefanz - 2011 – Måns Zelmerlöw, sångare, musiker - 2012 – Johan Glans, komiker - 2013 – Tareq Taylor, TV-kock - 2014 – Gunhild Carling, musiker - 2015 – Markus Rosenberg, fotbollsspelare - 2016 – Rickard Söderberg, operasångare - 2017 – Karin Laserow, antikexpert - 2018 – Andreas Granqvist, fotbollsspelare - 2019 – Jesper Rönndahl, komiker - 2020 – Nisse Hellberg, sångare, musiker - 2021 – Peder Fredricson, ryttare - 2022 – Farah Abadi, programledare - 2023 – Björn Ranelid, författare - 2024 – Ludvig Åberg, golfspelare |